# Жуковский, Пётр Бонифаций
 Пётр Бонифаций Жуковский  (пол. Piotr Bonifacy Żukowski, 13 января 1913, Rėva, Вильнюсский район — 10 апреля 1942, концлагерь Освенцим, Верхняя Силезия) — блаженный Римско-католической церкви, священник, монах из ордена францисканцев. Входит в число 108 блаженных польских мучеников, беатифицированных римским папой Иоанном Павлом II во время его посещения Варшавы 13 июня 1999 года.

## Биография
9 сентября 1930 года Пётр Бонифаций Жуковский вступил в монашеский орден францисканцев в городе Непокалянув, Польша. 14 июня 1931 года был принят в новициат. 16 июля 1932 года Пётр Бонифаций принял вечные монашеские обеты, после чего был направлен на работу во францисканскую типографию в Непокалянуве. 14 октября 1941 года Пётр Бонифаций Жуковский был арестован и отправлен в концентрационный лагерь Освенцим, где погиб 10 апреля 1942 года.
Его концентрационный номер — 25447.

## Прославление
13 июня 1999 года был беатифицирован Римским Папой Иоанном Павлом II вместе с другими польскими мучениками Второй мировой войны.
День памяти — 12 июня.

## Источник
- Br. Piotr Bonifacy Żukowski, franciszkanin konwentualny z Niepokalanowa (пол.)